# 清水地所
清水地所（しみずじしょ、英称: SHIMIZU & CO., LTD.）は、清水建設の創業家である清水家によって所有される東京都中央区京橋に本社を置く不動産関連会社。また、清水建設の筆頭株主であり、同社の株式の管理も行うなど同家の資産管理会社としての側面も強く持つ。
社長職は設立以来、清水宗家の当主・次期当主によって世襲されている。

## 概要
清水地所は、1959年に当時清水建設の社長であった清水康雄（清水宗家五代当主）により、東京都中央区宝町（現在の京橋）にて設立された。清水家の家業でもある清水建設の筆頭株主（7.8%を所有）であると共に、多数の商業ビルや住宅施設などを所有している。

## 沿革
- 1959年（昭和34年）東京都中央区宝町にて設立。清水康雄が代表取締役社長に就任。
- 1960年（昭和35年）横浜吉田町ビル 竣工
- 1966年（昭和41年）清水満昭が代表取締役社長に就任
- 1964年（昭和39年）仙台清水ビル 竣工
- 1967年（昭和42年）宅地建物取引業者免許取得
- 1968年（昭和43年）札幌一銀ビル 竣工

## 主な所有株式
- 清水建設（7.8%）

## 主な所有物件
- 宝町清水ビル（東京都中央区京橋2-18-3）
- 京橋清水ビル（東京都中央区京橋2-17-4）
- 宝町三清ビル（東京都中央区京橋2-13-11）
- 東京スクエアガーデン（東京都中央区京橋3-1-1）
- 銀座エスシービル（東京都中央区銀座8-18-11）
- ERVIC横浜（神奈川県横浜市中区吉田町65番地）
- 青葉通プラザ（宮城県仙台市青葉区中央3-2-1）
- 広島清水ビル（広島県広島市中区上八丁堀8-2）
- 札幌一銀ビル（北海道札幌市中央区大通西3-10）
- 南麻布スプリングコート（東京都港区南麻布1）
- フィオレンテ小金井（東京都小金井市緑町5-18-28）
- フルレゾン南麻布（東京都港区南麻布1-27-40）
- 我孫子パワフル館（千葉県我孫子市寿2-24-21）

## 経営陣
太字は代表者

### 取締役会
- 清水満昭（代表取締役会長）
- 清水基昭（代表取締役社長）
- 赤澤博（取締役専務）
- 小林誠夫（代表取締役常務）
- 遠藤友樹（取締役常務）
- 新島勇司（取締役）
- 清水徹哉（取締役）
- 清水正冶（取締役）
- 清水眞一郎（取締役）
- 宮本洋一（取締役）

### 監査役会
- EY新日本有限責任監査法人（会計監査人）
- 新創監査法人（会計監査人）
- 清水康昭（監査役）

### 歴代社長
1. 清水康雄（1959年 - 1966年、清水宗家五代当主）
2. 清水満昭（1966年 - 2014年、清水宗家六代当主）
3. 清水基昭（2014年 - 現任）

## 事業所
- 札幌営業所（北海道札幌市中央区大通西3-10 札幌一銀ビル3階）
- 仙台営業所（宮城県仙台市青葉区中央3-2-1 青葉通プラザ11階）
- 広島営業所（広島県広島市中区上八丁堀8-2 広島清水ビル5階）

## 清水宗家

### 歴代当主
1. 初代清水喜助（1783年 - 1859年、清水建設創業者）
2. 二代清水喜助（1815年 - 1881年、清水建設社長、初名: 藤沢清七、初代喜助の養子）
3. 初代清水満之助（1852年 - 1887年、清水建設社長、二代喜助の娘婿）
4. 二代清水満之助（1880年 - 1929年、初代満之助の長男）
5. 清水康雄（1901年 - 1966年、清水建設社長、二代満之助の養子、清水釘吉の三男）
6. 清水満昭（1940年 - 、康雄の長男）
7. 清水基昭（1971年 - 、満昭の長男）